# Michael H. Rohde
Michael Hermann Rohde (* 27. Juli 1960 in Lippstadt) ist ein deutscher Künstler.

## Leben
Nach Kindheit, Schule und Ausbildung zum Maschinenschlosser im Raum Gütersloh, studierte Rohde Maschinenbau an der Fachhochschule Bielefeld. Nach siebenjähriger Tätigkeit als Ingenieur, orientierte er sich völlig um und begann im Jahr 1995 das Studium der Kunsttherapie und Kunstpädagogik. Direkt danach studierte er noch 1½ Jahre an derselben Fachhochschule Ottersberg weiter im Bereich der freien Kunst. Daraufhin wechselte er an die Hochschule für bildende Künste Hamburg zu Bernhard Johannes Blume und absolvierte ein zweijähriges Aufbaustudium.
Im Jahr 2003 zog er an den Rand von Berlin, in die Nähe von Bernau. Im Jahr 2009 erlebte er eine fünfmonatige Obdachlosigkeit, resultierend aus mehreren Ablehnungen Berliner Behörden, eine Wohnung in Berlin zu mieten. Aus dieser Erfahrung entwickelte er später sein künstlerisches Thema From Below („von Unten“).

## Werk
Mit dem Umzug 2003 nach Brandenburg wechselte Rohde sein Arbeitsthema hin zu „Bewußtwerden durch Wahrnehmung im Innen“. Mit digital bearbeiteten Großformataufnahmen von Wohnräumen erweiterte er stetig seine eigenen Perspektiven, bis er 2010 zum Thema From Below kam. Diese großformatigen Bilder zeigen Raumansichten von unten, so als würde der Rezipient durch einen Glasboden in den über ihm liegenden Raum schauen. Die Werke sind vornehmlich als Druck auf Fotopapier ausgeführt, um die Illusion einer Fotografie zu erzeugen.
Er wird oft als Fotograf bezeichnet, sieht sich jedoch selbst als Maler. Rohde lebt und arbeitet in Berlin, seine Wohnung mit Atelier befindet sich in der Buttmannstraße im Gesundbrunnen. Bildkomposition, Farbigkeit, Detailreichtum und Größe seiner Werke sind angelehnt an die altniederländische Malerei, doch zeigen sie gleichzeitig eine Strenge, Reduzierung und Klarheit des Minimalismus. Die meisten Arbeiten sind mit einer extremen Farbigkeit wie in der Pop-Art komponiert. Inhaltlich wie kompositorisch sind die Spuren der Auseinandersetzung mit den Malern Caspar David Friedrich, Jan Vermeer, Giorgio de Chirico enthalten.

## Auszeichnungen und Preise
- 2017 2. Preis INPHA4 Internationale Photography, Cincinnati USA
- 2017 1. Preis fotoforum award  Sparte Architektur
- 2014 Kunstpreis 2014  „Digital zur Malerei. Dialog der Medien“ Motto des 37. Kunstpreises der Kulturstiftung der Sparkasse Karlsruhe.[6]
- 2013  Projektförderung (Finanzierung des Buches) new perspectives, durch die Stiftung Kunstfonds
- 2012 INPHA1, International Photography Annual 1 Cincinnati/Ohio, USA
- 2011 Förderpreis der Käthe-Dorsch-Stiftung, Berlin
- 2009 Förderpreis der Käthe-Dorsch-Stiftung, Berlin
- 2008 Förderpreis der Käthe-Dorsch-Stiftung, Berlin

## Ausstellungen (Auswahl)
- 2018  new perspectives in Lippstadt, Städtische Galerie Im Rathaus Lippstadt
- 2018  Cupboardlove, Gewerbemuseum Winterthur Schweiz
- 2017  Schein und Spiegelung, ein Relationsprojekt, G.A.S.-station Berlin
- 2017  documenta Kassel, Ausstellung im „UFO“
- 2017  Sammlung neue Kunst VIII, H2 Glaspalast Augsburg
- 2017  chronische Untersichtigkeit, Kulturfabrik Schopfheim (Einzelausstellung)
- 2017  Einstein, Nietzsche und Brecht zu Hause, weekly-Berlin (Einzelausstellung)
- 2014  Die Große NRW, Museum Kunst Palast Düsseldorf
- 2013  Große Kunstausstellung NRW, Museum Kunst Palast Düsseldorf
- 2013  „HEIMsuchung“, Kunstmuseum Bonn
- 2012  down under,  5. Europäischer Monat der Fotografie (Einzelausstellung)
- 2012  Große Kunstausstellung NRW, Museum Kunst Palast Düsseldorf
- 2009  2. Biennale of Thessaloniki, Greece
- 2009  Die Große NRW, Museum Kunst Palast Düsseldorf
- 2008 „Beasts“. Kapitalistischer realismus 2.0, Berlin
- 2007  MOZ Kunstpreis, Schloß Neuhardenberg
- 2007  „home at last-alone“. Kapitalistischer realismus 2.0
- 2006  MOZ Kunstpreis, Schloß Neuhardenberg
- 2005  „Nichts ist viel und schön zu wenig“, Villa Ichon Bremen (Einzelausstellung)
- 2005  Mit Gewalt gegen Mitarbeiter muss gerechnet werden, Bremer Kunstfrühling, Haus im Park
- 2004 terra cognita - REM - Neues Museum Weserburg Bremen
- 2003 SWB Galerie - Stadtwerke Bremen AG - SOLOEXHIBITION
- 2002 Jahresausstellung, Hochschule für bildende Künste Hamburg
- 2001 Bremer Förderpreis Städtische Galerie im Buntentor, Bremen
- 2001 Jahresausstellung, Hochschule für bildende Künste Hamburg
- 2000 work & exhibit in Projektraum Rosa-Luxemburg-Straße Berlin